# Napier Shaw

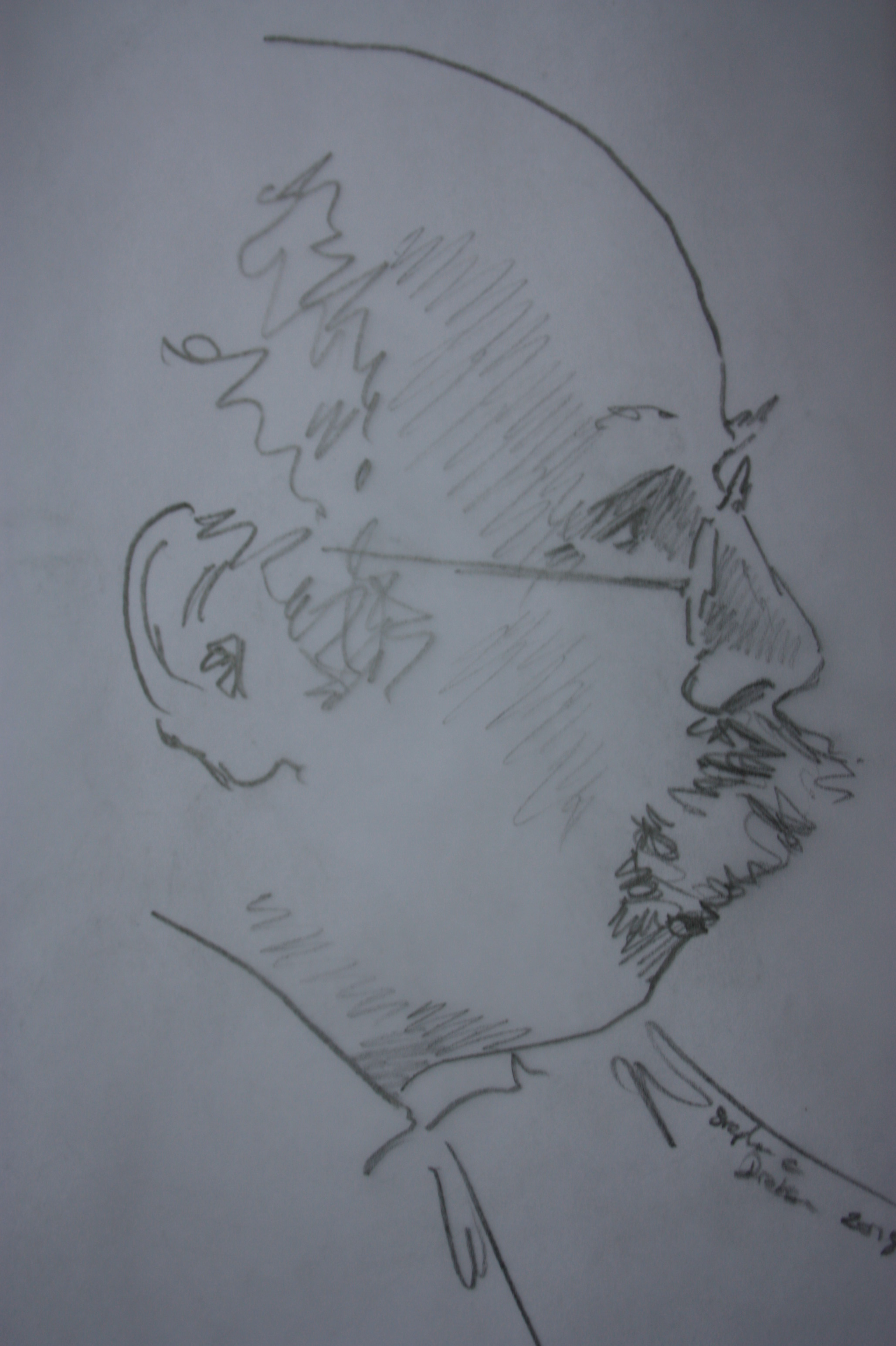
Napier Shaw

William Napier Shaw (Birmingham, 4 maart 1854 - Londen, 23 maart 1945) was een Brits meteoroloog. Hij introduceerde in 1909 de eenheid millibar (mbar) als eenheid voor druk.